# Anthony Walker

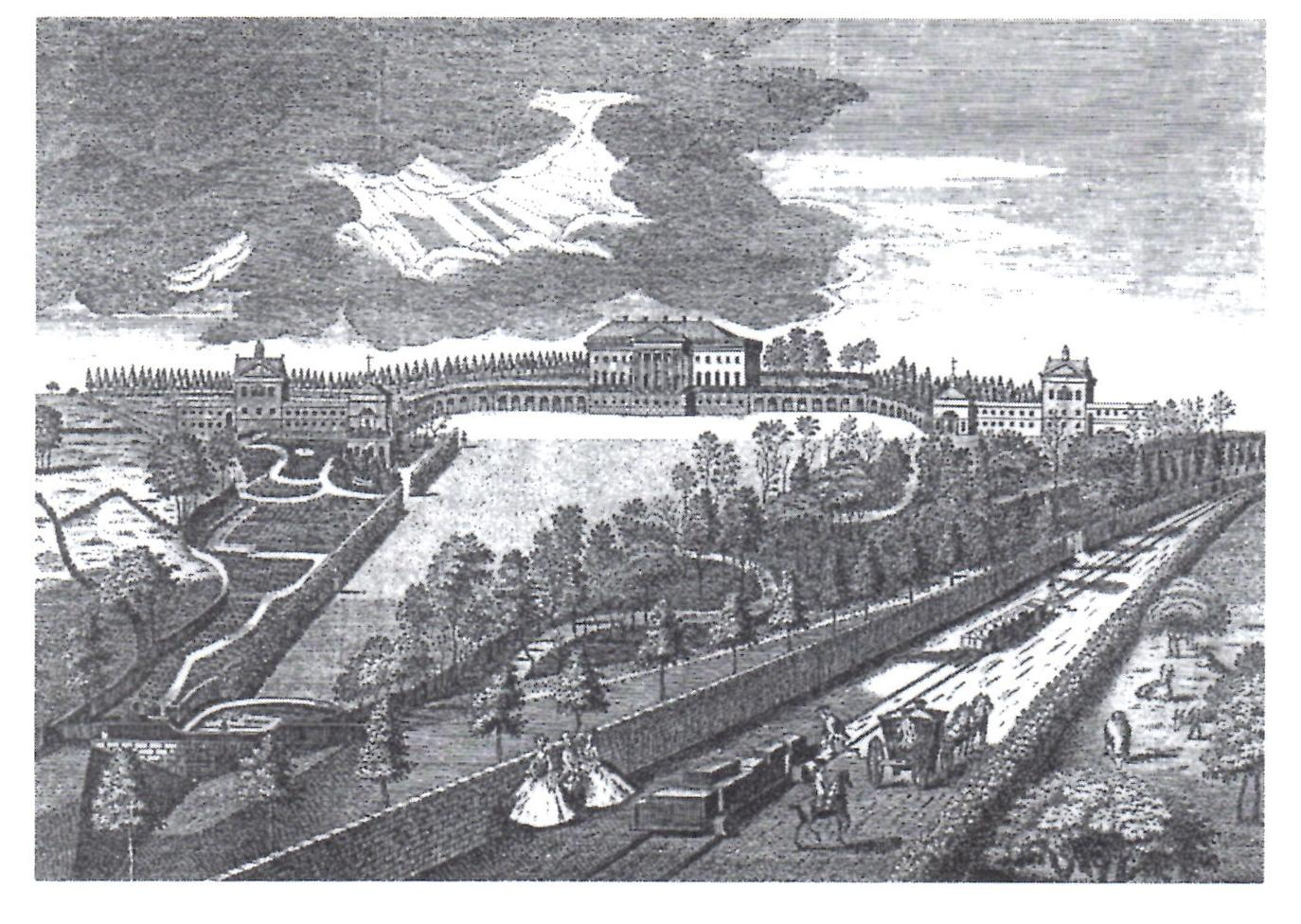
Prior Park, Bath y las vías del ferrocarril de Ralph Allen en 1750, grabado de Anthony Walker.

Anthony Walker (1726 - 1765) fue un grabador y dibujante inglés, muchas de sus obras pueden verse en la Tate Gallery de Londres. Gran parte de sus primeros trabajos firmados fueron grabados de sus propios dibujos para el comercio de libros. Más tarde se convirtió en grabador de grandes impresiones monotemáticas, incluidas cinco reproducciones de pinturas de John Boydell. Creó también ilustraciones para libros de instrucción, como The Complete Drawing Book (Londres, 1757). Considerado como un pionero del proceso de impresión, gran parte de la tecnología de impresión de hoy se debe al trabajo de Anthony Walker.